# Absurdna drama
Absurdna drama tudi drama absurda, predstavlja nasprotje klasični drami. Svoje poimenovanje je dobila po delu Martina Esslina The Theatre of the Absurd. Pojem absurda, oziroma samo poimenovanje absurd, izhaja iz Camusevega eksistencializma in ker se je s Sartrom in Camusem identificirala cela generacija, se je termin prijel. Prvotno središče ustvarjanja tega tipa dram je bilo v Parizu, kjer pa so pisali večinoma emigranti, ki so tam živeli (Beckett, Ionesco).
Tipična značilnost absurdne drame je občutek sramu in sočutja do junakov drame, ki se nam zdijo neumni. Kaže se očitna težnja po odsotnosti smisla, ki je že tako močna, da kliče že po nečem drugem, večinoma po prisotnosti Boga. Pri absurdni drami ne gre za družbeno angažiranost, kot je bilo to v navadi pri naturalizmu, ampak zgolj za deskripcijo, gledalec je prisiljen razmišljati o videnem. Drama absurda se močno razlikuje od drugih tokov, ki so po idejni plati eksistencialistični, ker je v nasprotju z njimi smešna, burkaška in komična. Sartrov in Camusev eksistencializem postane preveč resnoben, zato je nova smer navdušila. Izpostavlja telesnost in vulgarnost. Ima novo metaforiko, ki je groteskna in burkaška. Junaki absurdne drame niso sposobni komunikacije, ta preprosto umre, ker ne najde kontakta, nima prejemnika/naslovnika.